# Benjamin McCulloch
Brigadegeneraal Benjamin McCulloch (11 november 1811 – 7 maart 1862) was een soldaat tijdens de Texaanse Onafhankelijkheidsoorlog, een Texas Ranger, een generaal-majoor in de militie van Texas, een majoor in de United States Volunteers van het United States Army tijdens de Mexicaans-Amerikaanse Oorlog, sheriff in Sacramento County Californië, een U.S. Marshal en een brigadegeneraal voor de Geconfedereerde Staten van Amerika tijdens de Amerikaanse Burgeroorlog.

## Vroege jaren
McCulloch werd geboren op 11 november 1811 in Rutherford County, Tennessee. Hij was de vierde zoon in een gezin van twaalf kinderen. Zijn ouders waren Alexander McCulloch en Frances Fisher LeNoir. Alexander McCulloch had gestudeerd aan de Yale-universiteit en was een afstammeling van kapitein Nicolas Martiau (een Franse hugenoot, inwoner van Jamestown en voorvader van George Washington). Tijdens de Creekoorlog van 1813 en 1814 was Alexander een stafofficier bij brigadegeneraal John Coffee en zou aanwezig geweest zijn tijdens de Slag bij New Orleans in 1815. Zijn moeder was de dochter van een vooraanstaande plantagehouder uit Virginia. Al sinds voor de Amerikaanse Revolutie waren de McCullochs een rijke en politiek vooraanstaande familie in North Carolina. Alexander McColluch had echter het grootste deel van zijn erfenis gespendeerd en kon zijn zonen geen goede opvoeding betalen. Een van de jongere broers van Benjamin was Henry Eustace McCulloch, eveneens een Zuidelijke officier. Een andere broer Alexander jr. diende tijdens de Texaanse onafhankelijkheidsoorlog en als kapitein in Mexico.
De McCullochs, zoals veel gezinnen in de grensgebieden, verhuisden veel uit noodzaak. In de twintig jaar nadat ze uit Nort Carolina waren vertrokken en na Bens geboorte woonden ze in oostelijk Tennessee, Alabama en westelijke Tennessee. Uiteindelijk belanden ze in Dyersburg Tennessee. Een van hun buren was Davy Crockett die een grote invloed zou hebben op de jonge Benjamin.
In 1834 vertrok Benjamin McCulloch in westelijke richting. Hij arriveerde net te laat in het seizoen in St. Louis om me te gaan met de pelsjagers. Daarna probeerde hij zonder succes een baantje te krijgen als muilezeldrijver bij een vrachtbedrijf. Hij vertrok naar Wisconsin om aan loodontginning te doen om vast te stellen dat de beste plaatsen reeds bezet waren door grote mijnbouwbedrijven. In 1835 keerde hij terug naar Tennessee waar hij landbouwer werd.

## Loopbaan in Texas
Toen Crockett, na zijn nederlaag om voor de derde keer verkozen te worden tot het Huis van Afgevaardigden, naar Texas trok in 1835 besloot McCulloch om hem te vergezellen. Hij was het boeren al snel beu en zocht het avontuur op. Zijn broer Henry McCulloch ging met hem mee. Ze hoopten om zich aan te sluiten bij Crocketts Tennessee Boys  in Nacogdoches Texas op Kerstdag. Crocketts aankomst had vertraging opgelopen door een jachtpartij tussen Bois d’Arc Creek en Choctaw Bayou. Op 5 januari 1836 kwam Crockett eindelijk aan in Nacogdoches. Benjamin kon zijn broer overtuigen om terug naar huis te gaan. Benjamin echter werd ziek door de mazelen en moest voor verschillende weken het bed houden. Crockett wachtte niet en zette zijn toch verder naar San Antonio Texas. Nadat McCulloch hersteld was van zijn ziekte reisde hij eveneens door naar San Antonio. Hij was echter te laat om deel te nemen aan de strijd om de Alamo.
McCulloch kon zich wel aansluiten bij het Texaanse leger onder leiding van Sam Houston die zich terugtrok naar het oosten van Texas. Tijdens de Slag bij San Jacintho op 21 april 1836 maakte McCulloch deel uit van een artilleriebatterij onder leiding van kapitein Isaac N. Moreland. McCulloch had de leiding over de Twin Sisters, twee 6-ponder kanonnen die de burgers van Cincinnati Ohio naar de Texanen gestuurd hadden ter ondersteuning van hun strijd. De kanonnen heetten respectievelijk Eleanor en Elizabeth.  Hij zette de kanonnen zeer efficiënt in tegen de Mexicaanse stellingen. Als beloning kreeg hij een benoeming tot eerste luitenant. Ook kreeg hij voor zijn inzet verschillend hectares grond als beloning.
Daarna maakte McCulloch deel uit van een cavalerie-eenheid onder leiding van kapitein William H. Smith. Hij keerde echter terug naar Tennessee om een compagnie van vrijwilligers te rekruteren. Enkele maanden later sloot hij zich met dertig vrijwilligers aan bij zijn vriend Robert Crockett, de zoon van David Crockett.
In 1838  werkte hij als landmeter voor de Republiek Texas in en rond Seguin. Na deze opdracht nam hij dienst bij de Texas Rangers als luitenant onder kapitein John Coffee "Jack" Hays. Hij werd een gevreesde Ranger die de voorkeur gaf aan  hagelgeweren, pistolen en een bowiemes boven sabels en karabijnen.
Dankzij zijn reputatie als Ranger werd McCulloch in 1839 verkozen als  volksvertegenwoordiger in de Republiek Texas. De verkiezingscampagne was soms bitter. Hij werd gewond aan zijn rechterarm na een duel met kolonel Reuben Ross. McCulloch beschouwde dit incident als gesloten. Maar het volgende jaar vocht kolonel Ross een nieuw duel uit met Henry McCulloch waarbij de kolonel het leven liet.
In 1842 nam McCulloch opnieuw landmeteropdrachten aan die hij afwisselde met militaire opdrachten. Tijdens de Slag bij Plum Creek, op 12 augustus 1840, was hij een verkenner tegen de Comanche en kreeg zelfs het bevel over de rechtervleugel van het Texaanse leger. Toen de Mexicaanse generaal Ráfael Vásquez San Antonio aanviel in februari 1842 speelde McCulloch een belangrijke rol om de Mexicanen terug te drijven over de Rio Grande. In september vielen de Mexicanen opnieuw aan onder leiding van generaal Adrián Woll en veroverden hierbij San Antonio. McCulloch werkte toen opnieuw als verkenner voor de Rangers. Hij nam samen met zijn broer Henry deel aan de onsuccesvolle Somervellexpeditie en ze slaagden er net op tijd in om te ontsnappen aan gevangenschap na de Slag bij Ciudad Mier op 25 december 1842.

## De oorlog met Mexico
In 1845 werd McCulloch verkozen als vertegenwoordiger van Gonzales County in het Texaanse parlement na de toetreding van Texas tot de Verenigde Staten. In de lente van 1846 werd een wet aangenomen waarbij McCulloch benoemd werd tot generaal-majoor en bevelhebber van alle Texaanse militie-eenheden ten westen van de Colorado. Toen de Mexicaans-Amerikaanse Oorlog uitbrak rekruteerde hij een compagnie van Rangers. Ze werden ingedeeld als A-Compagnie bij het 1st Regiment of Texas Mounted Volunteers onder leiding van kolonel Hay. Hun kracht was hun snelheid waarbij ze soms tot 250 mijl (of 400 kilometer) konden afleggen in minder dan tien dagen. Hij kreeg het bevel over de verkenners met de rang van majoor onder generaal Zachary Taylor. Hij werd bekend en berucht voor zijn gedurfde acties. McCulloch sprak ondertussen vloeiend Spaans en kon zeer gemakkelijk de vijandelijke linies doorkruisen zonder dat hij opviel. Hij slaagde er zelfs in om tot zeer dicht bij de tent van Santa Anna te naderen.
Zijn eenheid van verkenners nam deel aan de Slag bij Monterrey. Door zijn doorgedreven verkenningswerk redde hij waarschijnlijk Taylors leger in de Slag bij Buena Vista. Na deze slag werd hij bevordert tot majoor bij de U.S. Volunteers.
Naar het einde van oorlog maakte zijn eenheid deel uit van generaal-majoor David E. Twiggs legereenheid. Hij vertrok in 1849 naar de Californische goldrush. Hij zou nooit goud vinden, maar werd wel verkozen tot sheriff in Sacramento. Zijn oude bevelhebber, kolonel Hays, werd diezelfde dag verkozen tot sheriff in San Francisco. McCullochs oude vrienden Sam Houston en Thomas J. Rusk die beiden senatoren waren in de federale senaat, probeerden McCulloch te benoemen tot bevelhebber van een regiment aan de grenzen. Hij had echter nooit een degelijke opleiding ontvangen en viste dus naast het net. In 1852 beloofde president Franklin Priece hem het commando over de U.S. Second Cavalry. De toenmalige minister van oorlog Jefferson Davis gaf deze functie echter aan Albert Sidney Johnston.
In 1852 werd McCulloch benoemd tot U.S. Marshal in het Eastern District van Texas. Hij spendeerde veel tijd in de bibliotheken van Washington, D.C. om zijn militaire kennis bij te spijkeren. Na de Utahoorlog in 1858 was McCulloch één van twee commissarissen voor de vrede die president Buchanans amnestie mocht overbrengen naar Brigham Young in Utah. De andere commissaris was de voormalige gouverneur van Kentucky Lazarus W. Powell. Tijdens de besprekingen met Brigham en de andere leiders, waarschuwden McCulloch en Powell dat er geen ruimte was voor onderhandelingen. De amnestie behelsde twee belangrijke punten. Ten eerste dat Brigham en zijn gemeenschap zich zouden schikken naar de federale wet. En ten tweede dat het Amerikaanse leger ongehinderd door Salt Lake City zou mogen trekken en een legerplaats mochten inrichten ergens in Utah. Brigham aanvaarde de voorwaarden met tegenzin. Hiermee kwam een einde aan de Utahoorlog.

## De Amerikaanse Burgeroorlog
Op 1 februari 1861 verliet Texas de Verenigde Staten. Op 14 februari werd McCulloch aangesteld als kolonel door de Zuidelijke president Jefferson Davis. McCulloch kreeg de opdracht om alle Noordelijke militaire posten in Texas tot overgave te dwingen. Toen de Noordelijke generaal Twiggs in de ochtend van 16 februari merkte dat zijn kampement tijdens de voorbijgaande nacht volledig was omsingeld door McCullochs eenheden, gaf Twiggs zich over. Alle Noordelijke installaties en voorraden in en rond San Antonio waren zonder slag of stoot in McCullochs handen gevallen. De Noordelijken mochten eervol de staat verlaten. McCulloch werd hiervoor op 11 mei bevorderd tot brigadegeneraal.

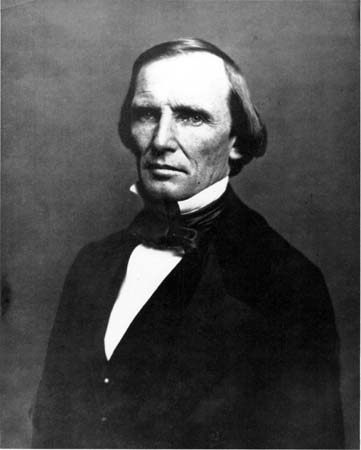
Benjamin McCulloch

McCulloch kreeg het bevel over de Indiaanse gebieden. Hij zette zijn hoofdkwartier op in Little Rock en begon aan de opbouw van een Army of the West. Hij kreeg regimenten uit Texas, Arkansas en Louisiana. Hij botste voortdurend met generaal Sterling Price. Maar met de steun van brigadegeneraal Albert Pike slaagde McCulloch erin om bondgenootschappen te sluiten met de Cherokee, Choctaw en de Creek.
Op 10 augustus 1861 versloegen McCullochs slecht bewapende eenheden een Noordelijk leger onder leiding van brigadegeneraal Nathaniel Lyon in de Slag bij Wilson’s Creek. De samenwerking tussen zijn eenheden en die van Price verliep zeer moeilijk waardoor McCulloch te lang twijfelde om een vernietigende slag toe te brengen aan Lyons leger en zo Missouri definitief voor het Zuiden te winnen.
De vijandschap tussen McCulloch en Price was de aanleiding om generaal-majoor Earl Van Dorn aan te stellen tot algemeen bevelhebber. Henry Heth en Braxton Bragg hadden deze aanstelling geweigerd. Toen Van Dorn een aanval plande tegen Saint Louis in Missouri was McCulloch er fel tegen gekant. Toch was het dankzij zijn verkenningswerk dat Van Dorn alsnog enig succes kon boeken.
Tijdens de Slag bij Pea Ridge op 7 en 8 maart 1862 was McCulloch bevelhebber van de Zuidelijke rechterflank. Tijdens de eerste dag van de slag slaagde McCulloch erin om een belangrijke Noordelijke artilleriebatterij te veroveren. Tegen de middag werd het Noordelijke verzet sterker. McCulloch reed dichter naar de vijandelijke linies om hun sterkte en opstelling beter te kunnen inschatten. Hij werd geraakt door een kogel en stierf ter plaatse. Omdat McCulloch lak had aan militaire uniformen, droeg hij bij zijn dood een burgerhoed en Wellingtonlaarzen. Hij werd getroffen door een kogel van Peter Pelican, een scherpschutter uit de 36th Illinois Infantry.
McCullochs onderbevelhebber, brigadegeneraal James M. McIntosh en aanvoerder van de cavalerie, sneuvelde enkele minuten later in een poging om McCullochs lichaam te bergen. Kolonel Louis Hébert sneuvelde eveneens tijdens dezelfde aanval. De Zuidelijke rechtervleugel viel uiteen door een gebrek aan leidersfiguren en de slag zou slecht aflopen voor het Zuiden.
McCulloch werd begraven in een veld bij Pea Ridge. Hij werd later bijgezet in een begraafplaats in Little Rock samen met andere gesneuvelden. Uiteindelijk werd hij begraven in Texas State Cemetery in Austin Texas.
Kort na de slag bouwde Albert Pike, bevorderd tot brigadegeneraal, het Fort McCulloch ter ere van zijn gesneuvelde bevelhebber. Het was het belangrijkste fort in de zuidelijke sector van de Indian Territory. Het fort werd aangelegd op de zuidelijke oever van de Blue River in Bryan County, Oklahoma.